# Лускунчик — принц горіхів
Лускунчик — принц горіхів — мультфільм 1999 року.

## Сюжет
Напередодні Різдва, дівчинка на ім'я Марі чекала повернення своїх батьків. Різдво наближалось, а батьків все не було, напевне вони запізнювались через хурделицю. Марі дуже сумувала за батьками, і була дуже розчарована, що вони залишили її на Різдво саму. Дядечко Дроссермаєр подарував їй деревяного солдатика на ім'я — Лускунчик. І от, коли втомлена Марі заснула, їй наснився дивний та чудовий сон, про доблесного принца — Лускунчика, Мишиного Короля та армію горіхів.